# Mao-tun
Mao-tun (Modu, Baatur, Bator, Bahadur) a Hsziungnu Birodalom sanjüje (i. e. 209 – i. e. 174), Tou-man sanjü fia volt. Alatta élte a birodalom első fénykorát. A Mao-tun név egyes nyelvészek szerint azonos a köktürk és mongol baɣatur (bátor, hős) szóval, amit a kínaiak mâw-ton formában vettek át.
A török nyelvben szereplő "Mete" férfinév a Modu torzított alakja, jelentése: "bátor", "hős", vagy "vitéz".

## Ifjúkora
Du Yaxiong és Horváth Izabella fordítása alapján a Shi Ji történelmi feljegyzések így ír róla: 
„Touman legidősebb fia és trónörököse Modu volt, de a shanyunak volt egy fiatalabb fia egy másik fejedelemasszonytól, akit később vett nőül és akit kedvelt. Úgy döntött, hogy Modut elteszi láb alól és az ifjabb fiút emeli a trónra. Ezért Modut elküldte túszként a rouzhi birodalomba. Miután Modu odaérkezett, Touman hirtelen megtámadta a rouzhi birodalmat. A rouzhi uralkodó meg akarta ölni Modut, de sikerült neki az egyik lovat elkötni és megszökni, s idővel visszaérkezett a xiongnu területre. Az apa – fia bátorságát látván – tízezer lovas parancsnokának nevezte ki őt.”
Modu fütyülő nyílhegyeket készíttetett és ezekkel gyakorlatozott lovas katonáival együtt. 
„Lőjetek oda, ahová az én nyilam repül” – parancsolta- , „és aki nem céloz oda, ahová az én vesszőm száll, meghal!”
Ezután madarakra és állatokra kezdett vadászni emberivel, és ha valamelyik nem oda lőtt, azt azonnal kivégezte. Majd kilőtt egy fütyülő nyílvesszőt az egyik legjobb lovára. Ismét voltak, akik nem mertek az állatra célozni és őket szintén levágta. Kis idő után a kedvenc feleségére célzott, itt is voltak, akik meghátráltak és meghaltak. Ezután az apja egyik legjobb lovára lőtt és ekkor már, mindenki odalőtt és innen tudta, hogy megbízhat az emberiben.
Egyik alkalommal, amikor az apjával vadászatra indultak, az apjára célzott, Touman shanyure, mindenki célba vette és halálra nyilazták. Ezután Modu kivégezte a mostohaanyját és féltestvérét, elfoglalta a trónt és kinevezte magát az új shanyunak.

## Uralkodása
Egyesíti a hsziungnu törzseket és legyőzi a környező nomád népeket. Először a keletieket, a tunghukat, akik ezután két részre szakadtak, a szienpikre és a wuhuanokra. Ezután sorra legyőzte és birodalmába sorolta a környező népeket.
i. e. 200-ban legyőzte és körbezárta az ellene támadó kínai császárt is.
Maoutun és fia Laosang i. e. 174-ben győzte le nyugati szomszédait, a jüecsiket, amivel egy nagy nyugat-keleti népmozgást váltott ki, aminek eredménye azután a 350-ben meginduló hun népmozgásig megszabta Belső-Ázsia etnikai képét.
Ahogy maga írja a kínai császárnak Kr. e. 174-ben kelt levelében: „Mindezen népeket hunná tettem, és az összes íjász népek egyetlen családban egyesültek.”
Egyes értelmezések szerint (O. Pritsak) Attila király őse (Dulo-klán), s rajta keresztül az Árpád-házé is (Dümmerth).